# Liste der Stolpersteine in Siegen
Die Liste der Stolpersteine in Siegen enthält Stolpersteine, die im Rahmen des gleichnamigen Kunstprojekts von Gunter Demnig in Siegen verlegt wurden. Mit ihnen soll Opfern des Nationalsozialismus gedacht werden, die in Siegen lebten und wirkten.

## Liste der Stolpersteine
| Adresse                                        | Person(en)           | Verlegedatum  | Inschrift | Bild | Anmerkung |
| ---------------------------------------------- | -------------------- | ------------- | --- | --- | --- |
| Achenbacher Straße 10 ⊙                        | Artur Sueßmann       | 11. Feb. 2009 | Hier wohnte Dr. Artur Suessmann Jg. 1871 vor Deportation Flucht in den Tod 16.6.1942                                                                                        | Stolperstein Siegen Suessmann Dr Artur | geboren am 19. August 1871 in Breslau |
| Achenbacher Straße 10 ⊙                        | Else Sueßmann        | 11. Feb. 2009 | Hier wohnte Else Suessmann geb. Kuhn Jg. 1873 vor Deportation Flucht in den Tod 16.6.1942                                                                                   | Stolperstein Siegen Suessmann Else geb. Kuhn | geboren am 3. Januar 1873 in Schweidnitz |
| Alte Poststraße 16 ⊙                           | Saul Hausmann        | 19. Apr. 2011 | Hier wohnte Saul Hausmann Jg. 1886 deportiert 1942 Theresienstadt ermordet 23.1.1943 Auschwitz                                                                              | Stolperstein Siegen Hausmann Saul | geboren am 9. Mai 1886 in Nowyzja |
| Alte Poststraße 16 ⊙                           | Fanny Hausmann       | 19. Apr. 2011 | Hier wohnte Fanny Hausmann geb. Spiegel Jg. 1899 deportiert 1942 Theresienstadt ermordet 23.1.1943 Auschwitz                                                                | Stolperstein Siegen Hausmann Fanny geb. Spiegel | geboren am 15. Mai 1881 in Jasienowiec Abweichung Geburtsjahr auf dem Stein zum Gedenkbuch des Bundesarchives |
| Alte Poststraße 16 ⊙                           | Mathilde Hochmann    | 19. Apr. 2011 | Hier wohnte Mathilde Hochmann geb. Spiegel Jg. 1884 deportiert 1942 Zamosc ermordet                                                                                         | Stolperstein Siegen Hochmann Mathilde geb. Spiegel | geboren am 14. Dezember 1883 in Broszniow Abweichung Geburtsjahr auf dem Stein zum Gedenkbuch des Bundesarchives und zum Lebenslauf |
| Alte Poststraße 16 ⊙                           | Siegmund Hochmann    | 19. Apr. 2011 | Hier wohnte Siegmund Hochmann Jg. 1883 deportiert 1942 Zamosc ermordet | Stolperstein Siegen Hochmann Siegmund | geboren am 13. Oktober 1884 in Rozniatow Abweichung Geburtsjahr auf dem Stein zum Gedenkbuch des Bundesarchives und zum Lebenslauf |
| An der Setze 2 ⊙                               | Oswald Breitenbach   | 4. Sep. 2014  | Hier wohnte Oswald Breitenbach Jg. 1924 verhaftet 1943 Gefängnis Siegen 1944 Buchenwald ermordet 1.4.1944 Neuengamme/Lengerich                                              | Stolperstein Siegen Breitenbach Oswald | |
| Rampenweg ehemals Austraße 11 ⊙                | Selma Jung           | 13. Sep. 2012 | Hier wohnte Selma Jung geb. Frank Jg. 1877 deportiert 1944 Theresienstadt befreit / überlebt                                                                                | Stolperstein Siegen Jung Selma geb. Frank | |
| Badstraße 3 ⊙                                  | Lilly Holzhauer      | 21. Apr. 2012 | Hier wohnte Lilly Holzhauer geb. Seligmann Jg. 1898 deportiert 1942 Zamosc ermordet                                                                                         | Stolperstein Siegen Holzhauer Lilly geb. Seligmann | geboren am 3. Februar 1898 in Pewsum |
| Bahnhofstraße 24 ehemals 20 ⊙                  | Bertha Levi          | 21. Apr. 2012 | Hier wohnte Bertha Levi Jg. 1880 deportiert 1942 ermordet in Zamosc | Stolperstein Siegen Levi Bertha | geboren am 25. Mai 1880 in Erndtebrück |
| Bahnstraße 22 ⊙                                | Abraham Rosenblum    | 17. Apr. 2010 | Hier wohnte Abraham Rosenblum Jg. 1886 ausgewiesen 1938 Richtung Polen Łodz ermordet                                                                                        | Stolperstein Siegen Rosenblum Abraham | geboren am 6. Mai 1886 in Osiek (Polen) |
| Bahnstraße 22 ⊙                                | Estera Rosenblum     | 17. Apr. 2010 | Hier wohnte Estera Rosenblum geb. Haymavice Jg. 1885 ausgewiesen 1938 Richtung Polen Łodz ermordet                                                                          | Stolperstein Siegen Rosenblum Estera geb. Haymavice | geboren am 17. März 1885 in Łódź |
| Boschgotthardshütte 9 ⊙                        | Berta Hoppensack     | 9. Juni 2016  | Hier lebte Berta Hoppensack geb. Stähler Jg. 1875 eingewiesen 25.5.1937 Heilanstalt Warstein ‘verlegt’ 18.7.1941 Hadamar ermordet 18.7.1941 Aktion T4                       | Stolperstein Siegen Hoppensack Bertha geb. Stähler | |
| Boschgotthardshütte 9 ⊙                        | Otto Hoppensack      | 9. Juni 2016  | Hier lebte Otto Hoppensack Jg. 1902 ‘eingewiesen’ 16.06.1941 Heilanstalt Warstein Flucht in den Tod 17.7.1941                                                               | Stolperstein Siegen Hoppensack Otto | |
| Breite Straße 17 ⊙                             | Heinrich Reifenrath  | 4. Sep. 2014  | Hier wohnte Heinrich Reifenrath Jg. 1904 im Widerstand ‘Schutzhaft’ 1939 Sachsenhausen 1940 Dachau ermordet 22.4.1940                                                       | Stolperstein Siegen Reifenrath Heinrich | Heinrich Reifenrath, geb. am 28.01.1904 in Siegen-Weidenau, Beruf: Schlosser; röm.kath; ledig. Eltern: Heinrich und Juliane, geb. Kahlmann Er wurde am 15. Oktober 1939 in das Polizeigefängnis Dortmund eingeliefert (Gefangenennummer 2527) und am 27. November 1939 zum Konzentrationslager Sachsenhausen überstellt. (Häftlingsnummer 5376). Am 4./5. März 1940 zum Konzentrationslager Dachau überstellt (Häftlingsnummer 37061/2035). Am 22. April 1940 um 3:00 Uhr verstorben. Seine Geschwister haben später eine kurze Mitteilung, seine persönlichen Dinge und ein Päckchen mit Asche erhalten. |
| Brüderweg 141 ⊙                                | Josef Schönenbach    | 4. Sep. 2014  | Hier wohnte Josef Schönenbach Jg. 1903 desertiert verhaftet/verurteilt Feldgericht L 23.881 erschossen 18.11.1944 Hamburg-Rahlstedt                                         | Stolperstein Siegen Schoenenbach Josef | |
| Bürbacher Weg 105 ⊙                            | Gustav Emde          | 1. Juli 2013  | Hier wohnte Gustav Emde Jg. 1898 ‘Schutzhaft’ 1944 Dachau ermordet 20.02.1945                                                                                               | Stolperstein Siegen Emde Gustav | geboren am 5. September 1898 in Siegen |
| Eiserfelder Hütte 2 ⊙                          | Eva Ella Reiss       | 21. Apr. 2012 | Hier wohnte Eva Ella Reiss Jg. 1923 deportiert 1942 Zamosc ermordet | Stolperstein Siegen Reiss Eva Ella | geboren am 24. Oktober 1923 in Eiserfeld |
| Eiserfelder Hütte 2 ⊙                          | Hermann Reiss        | 21. Apr. 2012 | Hier wohnte Hermann Reiss Jg. 1932 deportiert 1942 Zamosc ermordet | Stolperstein Siegen Reiss Hermann | geboren am 4. März 1932 in Eiserfeld |
| Eiserfelder Hütte 2 ⊙                          | Margot Reiss         | 21. Apr. 2012 | Hier wohnte Margot Reiss Jg. 1928 deportiert 1942 Zamosc ermordet | Stolperstein Siegen Reiss Margot | geboren am 5. Januar 1928 in Eiserfeld |
| Eiserfelder Hütte 2 ⊙                          | Sally Reiss          | 21. Apr. 2012 | Hier wohnte Sally Reiss Jg. 1891 deportiert 1942 Zamosc ermordet | Stolperstein Siegen Reiss Sally | geboren am 15. November 1891 in Eiserfeld |
| Eiserfelder Hütte 2 ⊙                          | Betty Reiss          | 21. Apr. 2012 | Hier wohnte Betty Reiss geb. Bayer Jg. 1893 deportiert 1942 Zamosc ermordet                                                                                                 | Stolperstein Siegen Reiss Betty geb. Bayer | geboren am 21. Mai 1893 in Aschbach |
| Emilienstraße 42 ⊙                             | Albert Stern         | 3. Nov. 2007  | Hier wohnte Albert Stern Jg. 1899 eingewiesen 10.3.1937 Warstein ‘Heilanstalt’ Wuntsdorf verlegt 27.9.1940 Landesanstalt Brandenburg                                        | Stolperstein Siegen Stern Albert | geboren am 10. November 1899 in Siegen |
| Emilienstraße 42 ⊙                             | Siegfried Stern      | 3. Nov. 2007  | Hier wohnte Siegfried Stern Jg. 1905 eingewiesen 10.3.1937 Warstein ‘Heilanstalt’ Wuntsdorf verlegt 27.9.1940 Landesanstalt Brandenburg ermordet 27.9.1940                  | Stolperstein Siegen Stern Siegfried | geboren am 8. März 1905 in Siegen |
| Emilienstraße 42 ⊙                             | Herbert Stern        | 3. Nov. 2007  | Hier wohnte Herbert Stern Jg. 1906 deportiert 28.4.1942 Zamosc/Lublin ???                                                                                                   | Stolperstein Siegen Stern Herbert | geboren am 23. März 1906 in Siegen |
| Emilienstraße 42 ⊙                             | Irma Stern           | 3. Nov. 2007  | Hier wohnte Irma Stern geb. Bock Jg. 1913 deportiert 28.4.1942 Zamosc/Lublin ???                                                                                            | Stolperstein Siegen Stern Irma geb. Bock | geboren am 1. Februar 1913 in Bralin (Polen) |
| Emilienstraße 42 ⊙                             | Paula Stern          | 21. Apr. 2012 | Hier wohnte Paula Stern geb. Schreiber Jg. 1880 deportiert 1942 ermordet in Zamosc                                                                                          | Stolperstein Siegen Stern Paula geb. Schreiber | geboren am 25. Februar 1880 in Anröchte |
| Fludersbach 51 ehemals Hamerich 1 ⊙            | Fritz Wolff          | 21. Apr. 2012 | Hier wohnte Fritz Wolff Jg. 1897 deportiert 1944 ermordet in Auschwitz | Stolperstein Siegen Wolff Fritz | geboren am 9. September 1897 in Altena |
| Fludersbach 51 ehemals Hamerich 1 ⊙            | Paula Wolff          | 21. Apr. 2012 | Hier wohnte Paula Wolff geb. Plaut Jg. 1901 deportiert 1944 ermordet in Auschwitz                                                                                           | Stolperstein Siegen Wolff Paula geb. Plaut | geboren am 16. Dezember 1901 in Gilsenberg |
| Fludersbach 51 ehemals Hamerich 1 ⊙            | Adele Wolff          | 21. Apr. 2012 | Hier wohnte Adele Wolff Jg. 1892 deportiert 1942 Izbica ermordet | Stolperstein Siegen Wolff Adele | geboren am 22. Juli 1892 in Altena |
| Fludersbach 51 ehemals Hamerich 1 ⊙            | Ruth Beate Wolff     | 21. Apr. 2012 | Hier wohnte Ruth Beate Wolff Jg. 1931 deportiert 1944 ermordet in Auschwitz                                                                                                 | Bild gesucht Die Wikipedia wünscht sich an dieser Stelle ein Bild vom Ort mit diesen Koordinaten 50.865355 8.03638 . Motiv: Stolperstein Ruth Beate Wolff Falls du dabei helfen möchtest, erklärt die Anleitung , wie das geht. BW                                                                                  | geboren am 8. August 1931 in Siegen |
| Fludersbach 51 ehemals Hamerich 1 ⊙            | Norbert Wolff        | 21. Apr. 2012 | Hier wohnte Norbert Wolff Jg. 1930 deportiert 1944 ermordet in Auschwitz | Stolperstein Siegen Wolff Nobert | geboren am 4. April 1930 in Siegen |
| Frankfurter Straße 4 ⊙                         | Markus Landesmann    | 20. Sep. 2012 | Hier wohnte Markus Landesmann Jg. 1889 abgeschoben 1938 Polen ermordet in Łodz                                                                                              | Stolperstein Siegen Landesmann Markus | geboren am 31. Januar 1889 in Tyczyn (Polen) |
| Frankfurter Straße 4 ⊙                         | Sophie Landesmann    | 20. Sep. 2012 | Hier wohnte Sophie Landesmann geb. Frohsinn Jg. 1893 abgeschoben 1938 Polen ermordet in Łodz                                                                                | Stolperstein Siegen Landesmann Sophie geb. Frohsinn | geboren am 6. August 1893 in Höxter |
| Frankfurter Straße 4 ⊙                         | Kurt Landesmann      | 20. Sep. 2012 | Hier wohnte Kurt Landesmann Jg. 1928 deportiert 1941 ermordet in Łodz | Stolperstein Siegen Landesmann Kurt | geboren am 23. Mai 1928 in Siegen |
| Frankfurter Straße 4 ⊙                         | Ruth Landesmann      | 20. Sep. 2012 | Hier wohnte Ruth Landesmann Jg. 1938 abgeschoben 1938 Polen ermordet in Łodz                                                                                                | Stolperstein Siegen Landesmann Ruth.jpeg | geboren am 12. Januar 1938 in Weidenau |
| Friedrich-Wilhelm-Straße 47 ⊙                  | Georg Führ           | 27. Jan. 2012 | Hier wohnte Georg Führ Jg. 1880 verhaftet ‘Hochverrat’ ermordet 1943 in Sachsenhausen                                                                                       | Stolperstein für Georg Führ, Friedrich-Wilhelm-Straße 47 | |
| Friedrich-Wilhelm-Straße 147 ⊙                 | Heinrich Bald        | 11. Feb. 2009 | Hier wohnte Heinrich Bald Jg. 1886 verhaftet 1938 Sachsenhausen ermordet 21.2.1939                                                                                          | Stolperstein für Heinrich Bald, Siegen, Friedrich-Wilhelm-Straße 147 | |
| Gerbereiweg 10 ⊙                               | Klara Jacobi         | 19. Apr. 2011 | Hier wohnte Klara Jacobi geb. Sternheim Jg. 1879 deportiert 1942 Theresienstadt tot 5.12.1942                                                                               | Stolperstein Siegen Jacobi Klara geb. Sternheim | geboren am 19. April 1879 in Ergste |
| Gerbereiweg 10 ⊙                               | Sigismund Jacobi     | 19. Apr. 2011 | Hier wohnte Sigismund Jacobi Jg. 1869 deportiert 1942 Theresienstadt tot 21.7.1943                                                                                          | Stolperstein Siegen Jacobi Sigismund | geboren am 1. Januar 1869 in Hagenow |
| Grabettstraße 48 ⊙                             | David Kogut          | 3. Nov. 2007  | Hier wohnte David Kogut Jg. 1877 deportiert 27.7.1942 Theresienstadt ermordet 2.10.1943                                                                                     | Stolperstein Siegen Kogut David | geboren am 3. März 1877 in Riwne (Ukraine) |
| Grabettstraße 48 ⊙                             | Debora Kogut         | 3. Nov. 2007  | Hier wohnte Debora Kogut geb. Sitenhoff Jg. 1876 deportiert 27.7.1942 Theresienstadt ermordet 2.9.1942                                                                      | Stolperstein Siegen Kogut Debora geb. Sitenhoff | geboren am 14. August 1876 in Warszawa |
| Grabettstraße 48 ⊙                             | Hedwig Kogut         | 3. Nov. 2007  | Hier wohnte Hedwig Kogut Jg. 1909 deportiert 27.7.1942 Theresienstadt ermordet 2.10.1942                                                                                    | Stolperstein Siegen Kogut Hedwig | geboren am 4. Mai 1909 in Buschhütten |
| Grabettstraße 60 ⊙                             | Paul Gerhards        | 15. Mai 2013  | Hier wohnte Paul Gerhards Jg. 1909 eingewiesen Heilanstalt Warstein ‘verlegt’ 1943 Heilanstalt Weilmünster ermordet 22.2.1944                                               | Stolperstein Siegen Gerhards Paul | |
| Harkortstraße 3 ⊙                              | Ida Herrmann         | 21. Apr. 2012 | Hier wohnte Ida Hermann geb. Koch Jg. 1876 vor Deportation Flucht in den Tod 24.6.1942                                                                                      | Stolperstein Siegen Herrmann Ida | geboren am 6. Januar 1876 in Alzey |
| Harkortstraße 3 ⊙                              | Hirsch Herrmann      | 21. Apr. 2012 | Hier wohnte Hirsch Herrmann Jg. 1872 vor Deportation Flucht in den Tod 24.6.1942                                                                                            | Stolperstein Siegen Herrmann Hirsch | geboren am 2. Mai 1872 in Preußisch Friedland (Debrzno, Polen) |
| Harkortstraße 3 ⊙                              | Ernst Neumann        | 21. Apr. 2012 | Hier wohnte Ernst Neumann Jg. 1879 verhaftet 1942 ermordet in Zamosc | Stolperstein Siegen Neumann Ernst | geboren am 7. Januar 1879 in Siegburg |
| Harkortstraße 3 ⊙                              | Hedwig Neumann       | 21. Apr. 2012 | Hier wohnte Hedwig Neumann geb. Bär Jg. 1892 deportiert 1942 ermordet in Zamosc                                                                                             | Stolperstein Siegen Neumann Hedwig geb. Bär | geboren am 11. Juni 1892 in Wissen (Sieg) |
| Harkortstraße 3 ⊙                              | Artur Neumann        | 21. Apr. 2012 | Hier wohnte Artur Neumann Jg. 1923 deportiert 1942 ermordet 1943 in Zamosc                                                                                                  | Stolperstein Siegen Neumann Artur | geboren am 13. November 1923 in Siegburg |
| Harkortstraße 3 ⊙                              | Eduard Herrmann      | 19. Apr. 2011 | Hier wohnte Eduard Herrmann Jg. 1874 Flucht 1940 Palästina Bombenangriff auf MS Patria tot 25.11.1940                                                                       | Stolperstein Siegen Herrmann Eduard | |
| Hindenburgstraße 6 ⊙                           | Gottfried Salomon    | 24. Juni 2013 | Hier wohnte Gottfried Salomon Jg. 1901 Flucht 1937 Holland interniert Westerbork deportiert 1942 ermordet in Auschwitz                                                      | Stolperstein Siegen Salomon Gottfried | geboren am 29. Juli 1903 in Linden |
| Hundgasse 22 ⊙                                 | Fanni Rosenthal      | 13. Sep. 2012 | Hier wohnte Fanni Rosenthal geb. Hochmann Jg. 1908 deportiert 1943 ermordet in Auschwitz                                                                                    | Stolperstein Siegen Rosenthal Fanni geb. Hochmann | geboren am 6. April 1908 in Mannheim |
| Hundgasse 22 ⊙                                 | Philipp Rosenthal    | 10. März 2023 | Hier wohnte Philipp Rosenthal Jg. 1899 in Weidenau ermordet 31. Juli 1942 vom Lastwagen gestoßen Aktenvermerk: 'Schädelbasisbruch durch Verkehrsunfall'                     | Bild gesucht Der Benutzer GeorgDerReisende ( Diskussion ) wünscht sich an dieser Stelle ein Bild vom Ort mit diesen Koordinaten 50.8740219 8.0275777 . Motiv: Hundsgasse 22: der Stolperstein für Philipp Rosenthal, die Lage und das Haus Falls du dabei helfen möchtest, erklärt die Anleitung , wie das geht. BW | Ein kleiner Junge, der zu Besuch bei seiner Großmutter war, hat den Mord beobachtet, aber erst jetzt darüber berichtet. |
| Köhlerweg 2 ⊙                                  | Lina Althaus         | 17. Apr. 2011 | Hier wohnte Lina Althaus Jg. 1910 eingewiesen ‘Heilanstalt’ Hadamar ermordet 6.8.1943                                                                                       | Stolperstein Siegen Althaus Lina | |
| Koblenzer Straße 105 ⊙                         | Helene Freund        | 21. Apr. 2012 | Hier wohnte Helene Freund geb. Goslar Jg. 1872 deportiert 1942 ermordet in Zamosc                                                                                           | Stolperstein Siegen Freund Helene geb. Goslar | geboren am 17. März 1872 in Siegen |
| Koblenzer Straße 105 ⊙                         | Anna Freund          | 21. Apr. 2012 | Hier wohnte Anna Freund Jg. 1893 deportiert 1942 ermordet in Zamosc | Stolperstein Siegen Freund Anna.jpeg | geboren am 25. Juli 1893 in Budapest |
| Kölner Straße 11 ⊙                             | Rosa Marx            | 24. Juni 2013 | Hier wohnte Rosa Marx geb. Rosenhelm Jg. 1875 Flucht 1936 Holland interniert Westerbork deportiert 1943 ermordet in Sobibor                                                 | Stolperstein Siegen Marx Rosa geb. Rosenhelm | geboren am 7. Januar 1875 in Krombach |
| Körnerstraße 5 ⊙                               | Robert Jagusch       | 19. Apr. 2011 | Hier wohnte Robert Jagusch Jg. 1888 deportiert 1938 Sachsenhausen misshandelt erschossen 24.6.1938                                                                          | Stolperstein Siegen Jagusch Robert | geboren am 24. Februar 1888 in Neidenburg Laut Eintrag im Bundesarchiv wurde Robert Jagusch am 25. Juni 1938 erschossen. |
| Kornmarkt 32 ⊙                                 | Louis Keßler         | 16. Dez. 2010 | Hier wohnte Louis Kessler Jg. 1896 deportiert 1942 Zamosc ermordet | Stolperstein Siegen Kessler Louis | geboren am 16. März 1896 in Gießen |
| Kornmarkt 32 ⊙                                 | Martha Keßler        | 16. Dez. 2010 | Hier wohnte Martha Kessler Jg. 1904 deportiert 1942 Zamosc ermordet | Stolperstein Siegen Kessler Martha geb. Kessler | geboren am 30. Mai 1904 in Gießen |
| Kornmarkt 32 ⊙                                 | Karl Keßler          | 16. Dez. 2010 | Hier wohnte Karl Kessler Jg. 1922 deportiert 1942 Zamosc ermordet | Stolperstein Siegen Kessler Karl | geboren am 28. August 1922 in Weißenfels |
| Kornmarkt 32 ⊙                                 | Fritz Keßler         | 16. Dez. 2010 | Hier wohnte Fritz Kessler Jg. 1925 deportiert 1942 Zamosc ermordet | Stolperstein Siegen Kessler Fritz | geboren am 4. August 1925 in Gießen |
| Leimbachstraße 128 ⊙                           | Wilhelm Steinseifer  | 2. Dez. 2010  | Hier wohnte Wilhelm Steinseifer Jg. 1892 verhaftet 1942 Feindsender abgehört Zuchthaus Ebrach tot an Haftfolgen 26.5.1945                                                   | Stolperstein für Wilhelm Steinseifer, Siegen, Leimbachstrasse 128 | |
| Lindenstraße 35 ⊙                              | Elisabeth Dettmer    |               | Hier wohnte Elisabeth Dettmer geb. Stock Jg. 1901 eingewiesen 1932 Heilanstalt Warstein zwangssterilisiert 1935 'verlegt' 16.8.1944 Heilanstalt Hadamar ermordet 21.11.1944 | | |
| Marburger Straße 19 ⊙                          | Samuel Kahn          | 19. Apr. 2011 | Hier wohnte Samuel Kahn Jg. 1886 deportiert 1942 Zamosc ermordet | Stolperstein Siegen Kahn Samuel | geboren am 5. August 1886 in Weidenau |
| Marburger Straße 45                            | Hilde Windecker      | 16. Dez. 2012 | Hier wohnte Betty Windecker geb. Loewenstein Jg. 1899 gedemütigt/entrechtet Flucht in den Tod 14.11.1938                                                                    | Bild gesucht Die Wikipedia wünscht sich an dieser Stelle ein Bild vom Ort mit diesen Koordinaten 50.875775 8.026673 . Motiv: Stolperstein Betty Windecker Falls du dabei helfen möchtest, erklärt die Anleitung , wie das geht. BW                                                                                  | geboren am 7. Juni 1899 in Siegen |
| Marburger Tor 4 ⊙                              | Lazar Reches         | 21. Apr. 2012 | Hier wohnte Lazar Reches Jg. 1880 deportiert 1942 ermordet in Zamosc | Stolperstein Siegen Reches Lazar | geboren am 5. April 1880 in Krzischkowitz (Polen) |
| Marburger Tor 4 ⊙                              | Lisa Reches          | 21. Apr. 2012 | Hier wohnte Lisa Reches geb. Wang Jg. 1883 deportiert 1942 ermordet in Zamosc                                                                                               | Stolperstein Siegen Reches Lisa geb. Wang | geboren am 8. Januar 1883 in Przeworsk (Polen) |
| Marktplatz 9 ⊙                                 | Erich Brück          |               | Hier wohnte Erich Brück Jg. 1919 verhaftet 22.6.1938 'Aktion Arbeitsscheu Reich' Sachsenhausen 1940 Dachau ermordet 3.12.1940                                               | | |
| Obere Dorfstraße 32 ⊙                          | Karl Reuter          |               | Hier wohnte Karl Reuter Jg. 1894 eingewiesen 15.5.1935 Heilanstalt Aplerbeck 'verlegt' 11.3.1941 Heilanstalt Warstein ermordet 17.3.1941                                    | | |
| Pfarrstraße 6 ⊙                                | Theodor Noa          | 16. Dez. 2012 | Hier wohnte Theodor Noa Jg. 1891 1937 verhört von Gestapo Dortmund Heimatort verlassen Berlin 1938 tot aufgefunden im Landwehrkanal                                         | Stolperstein Siegen Noa Theodor | geboren am 10. Mai 1891 in Görlsdorf, gestorben am 14. März 1938 in Berlin |
| Sandstraße ⊙                                   | Nadja Potemkina      | 11. Feb. 2009 | Hier lebte Nadja Potemkina geb. in Kiew Zwangsarbeiterin erschossen November 1944                                                                                           | Stolperstein Siegen Potemkina Nadja.jpeg | |
| Sandstraße 18 ⊙                                | Otto Bäcker          | 25. Jan. 2016 | Hier arbeitete Otto Bäcker Jg. 1887 mehrfach verhaftet zuletzt 1944 Sachsenhausen ermordet 1945 Dachau/Aufkirch                                                             | | Die Erstverlegung für Otto Bäcker fand am 1. Juli 2013 statt. Der Stein wurde im Rahmen von Bauarbeiten entwendet. |
| Sandstraße 18 ⊙                                | Haus der Arbeit      | 25. Jan. 2016 | Haus der Arbeit gestürmt 2.5.1933 von SA freie Gewerkschaften wurden verboten Männer und Frauen der Arbeiterbewegung verhaftet misshandelt ermordet                         | | |
| Sandstraße 137 ⊙                               | Berta Levi           | 17. Apr. 2010 | Hier wohnte Berta Levi Jg. 1881 deportiert 1942 Zamosc tot auf Transport | Stolperstein Siegen Levi Berta | geboren am 14. April 1881 in Weidenau |
| Sandstraße 167 ⊙                               | Anna Buchthal        | 21. Apr. 2012 | Hier wohnte Anna Buchthal geb. Stern Jg. 1902 deportiert 1942 ermordet in Zamosc                                                                                            | Stolperstein Siegen Buchthal Anna geb. Stern | geboren am 6. Mai 1902 in Siegen |
| Sandstraße 167 ⊙                               | Isfried Buchthal     | 21. Apr. 2012 | Hier wohnte Isfried Buchthal Jg. 1903 deportiert 1942 ermordet in Zamosc | Stolperstein Siegen Buchthal Isfried | geboren am 30. Oktober 1903 in Anröchte |
| Sandstraße 167 ⊙                               | Salomon Buchthal     | 21. Apr. 2012 | Hier wohnte Salomon Buchthal Jg. 1940 deportiert 1942 ermordet in Zamosc | Stolperstein Siegen Buchthal Salomon | geboren am 10. Dezember 1940 in Siegen |
| Sandstraße 167 ⊙                               | Julius Rosenberg     | 17. Apr. 2010 | Hier wohnte Julius Rosenberg Jg. 1870 deportiert 1942 Theresienstadt ermordet 23.9.1942 Treblinka                                                                           | Stolperstein Siegen Rosenberg Julius | geboren am 29. August 1870 in Hamm (Kreis Altenkirchen) |
| Sandstraße 167 ⊙                               | Paula Rosenberg      | 17. Apr. 2010 | Hier wohnte Paula Rosenberg geb. Pfifferling Jg. 1879 deportiert 1942 Theresienstadt ermordet 23.9.1942 Treblinka                                                           | Stolperstein Siegen Rosenberg Paula geb. Pfifferling | geboren am 24. Dezember 1879 in Wanfried |
| Sandstraße 167 ⊙                               | Louis Rosenberg      | 17. Apr. 2010 | Hier wohnte Louis Rosenberg Jg. 1875 deportiert 1942 Theresienstadt überlebt                                                                                                | Stolperstein Siegen Rosenberg Louis | geboren am 20. Juli 1875 in Hamm/Sieg, gestorben am 4. Februar 1953 in Kibbuz Ayelet HaShahar, Israel |
| Siegtalstraße 118 ⊙                            | Umberto Montanari    | 24. Juni 2013 | Hier erschossen Umberto Montanari Zwangsarbeiter Jg. 1896 ‘Mundraub’ tot 9.3.1945                                                                                           | Stolperstein Siegen Montanari Umberto | geboren am 6. April 1896 in Montecchio |
| Untere Kaiserstraße 54 ⊙                       | Meta Löwenstein      | 2. Dez. 2010  | Hier wohnte Meta Löwenstein Jg. 1880 deportiert 1942 Zamosc ermordet | Stolperstein Siegen Löwenstein Meta | geboren am 31. Dezember 1880 in Bochum |
| Untere Kaiserstraße 54 ⊙                       | Hulda Löwenstein     | 2. Dez. 2010  | Hier wohnte Hulda Löwenstein Jg. 1885 deportiert 1942 Zamosc ermordet | Stolperstein Siegen Löwenstein Hulda | geboren am 8. März 1885 in Bochum |
| Untere Kaiserstraße 54 ⊙                       | Julius Löwenstein    | 2. Dez. 2010  | Hier wohnte Julius Löwenstein Jg. 1883 deportiert 1942 Theresienstadt überlebt                                                                                              | Stolperstein Siegen Löwenstein Julius | |
| Unterhainweg 30 ⊙                              | Siegfried Löwenstein | 24. Juni 2013 | Hier wohnte Siegfried Löwenstein Jg. 1874 gedemütigt/entrechtet Flucht in den Tod 1.12.1938                                                                                 | Stolperstein Siegen Löwenstein Siegfried | geboren am 24. Dezember 1874 in Siegen |
| Unterhainweg 30 ⊙                              | Frieda Löwenstein    | 24. Juni 2013 | Hier wohnte Frieda Löwenstein geb. Schlesinger Jg. 1872 gedemütigt/entrechtet Flucht in den Tod 14.11.1938                                                                  | Stolperstein Siegen Löwenstein Frieda geb. Schlesinger | geboren am 26. Oktober 1872 in Siegen |
| Von-Gericke-Straße 7 ⊙                         | Wilhelm Reuter       |               | Hier wohnte Wilhelm Reuter Jg. 1883 denunziert/verhaftet Polizeihaft Rathaus gefoltert eingeliefert Krankenhaus tot an Haftfolgen 17.8.1941                                 | | |
| Weidenauer Straße 26 ⊙                         | Theresia Dornseiffer |               | Hier wohnte Theresia Dornseiffer geb. Nies Jg. 1900 eingewiesen 20.2.1940 Heilanstalt Warstein 'verlegt' 18.7.1941 Hadamar ermordet 18.7.1941 'Aktion T4'                   | | |
| Weidenauer Straße 152 ⊙                        | Doris Salomon        | 11. Feb. 2009 | Hier wohnte Doris Salomon Jg. 1926 deportiert 1942 Zamosc ermordet | Stolperstein Siegen Salomon Doris | geboren am 12. März 1926 in Geisweid |
| Weidenauer Straße 152 ⊙                        | Inge Frank           | 3. Nov. 2007  | Hier wohnte Inge Frank Jg. 1922 deportiert 28.4.1942 Zamosc/Lublin ??? | Stolperstein Siegen Frank Inge | geboren am 23. Januar 1922 in Weidenau |
| Weidenauer Straße 152 ⊙                        | Samuel Frank         | 3. Nov. 2007  | Hier wohnte Samuel Frank Jg. 1878 deportiert 28.4.1942 Zamosc/Lublin ??? | Stolperstein Siegen Frank Samuel | geboren am 3. November 1878 in Weidenau |
| Weidenauer Straße 152 ⊙                        | Paula Frank          | 3. Nov. 2007  | Hier wohnte Paula Frank geb. Baer Jg. 1890 deportiert 28.4.1942 Zamosc/Lublin ???                                                                                           | Stolperstein Siegen Frank Paula geb. Baer | geboren am 17. April 1890 in Wissen (Sieg) |
| Wiesenstraße Ecke Leystraße ⊙                  | Ingeborg Meyer       | 24. Juni 2013 | Hier wohnte Ingeborg Meyer Jg. 1920 Flucht 1937 Holland interniert Westerbork deportiert 1942 ermordet in Auschwitz                                                         | Stolperstein Siegen Meyer Ingeborg | geboren am 4. Oktober 1920 in Siegen |
| Wiesenstraße 26 ⊙                              | Emil Meyer           | 14. Aug. 2012 | Hier wohnte Emil Meyer Jg. 1869 deportiert 1942 Auschwitz ermordet 15.5.1944                                                                                                | Stolperstein Siegen Meyer Emil 1869 | geboren am 1. November 1869 in Mollenfelde |
| Wiesenstraße 26 ⊙                              | Lina Meyer           | 14. Aug. 2012 | Hier wohnte Lina Meyer geb. Levy Jg. 1879 deportiert 1942 Auschwitz ermordet 15.5.1944                                                                                      | Stolperstein Siegen Meyer Lina geb. Levy | geboren am 14. September 1879 in Düppigheim |
| Wiesenstraße 38 ⊙                              | Ruth Meyer           | 14. Aug. 2012 | Hier wohnte Ruth Meyer Jg. 1926 deportiert 1942 Łodz ermordet in Auschwitz                                                                                                  | Stolperstein Siegen Meyer Ruth | geboren am 11. April 1926 in Siegen |
| Wiesenstraße 38 ⊙                              | Lina Meyer           | 14. Aug. 2012 | Hier wohnte Lina Meyer geb. Chambré Jg. 1899 deportiert 1942 ermordet in Auschwitz                                                                                          | Stolperstein Siegen Meyer Lina geb. Chambré | geboren am 24. April 1899 in Gedern |
| Wiesenstraße 38 ⊙                              | Emil Meyer           | 14. Aug. 2012 | Hier wohnte Emil Meyer Jg. 1880 deportiert 1942 ermordet in Auschwitz | Stolperstein Siegen Meyer Emil 1880 | geboren am 26. Juli 1880 in Hamm/Westfalen |
| Wiesenstraße 38 ⊙                              | Hans Meyer           | 14. Aug. 2012 | Hier wohnte Hans Meyer Jg. 1909 deportiert 1942 ermordet in Auschwitz | Stolperstein Siegen Meyer Hans | geboren am 3. Dezember 1909 in Siegen |
| Wiesenstraße 57 ⊙                              | Gustav Jacob         | 19. Apr. 2011 | Hier wohnte Gustav Jacob Jg. 1877 deportiert 1943 Theresienstadt ermordet 28.10.1944 Auschwitz                                                                              | Stolperstein Siegen Jacob Gustav | geboren am 10. Dezember 1877 in Schwarzenau |
| Wiesenstraße 57 ⊙                              | Rosa Jacob           | 19. Apr. 2011 | Hier wohnte Rosa Jacob geb. Dannenberg Jg. 1882 deportiert 1943 Theresienstadt 1944 Auschwitz ermordet 28.10.1944                                                           | Stolperstein Siegen Jacob Rosa geb. Dannenberg | geboren am 8. Juli 1882 in Wetter |
| Ziegelwerkstraße 17 ehemals Ziegeleistraße 5 ⊙ | Hugo Rauh            | 13. Sep. 2012 | Hier wohnte Hugo Rauh Jg. 1873 deportiert 1942 Treblinka ermordet 26.9.1942                                                                                                 | Stolperstein Siegen Rauh Hugo | geboren am 25. Juni 1873 in Nürnberg |
| Ziegelwerkstraße 17 ehemals Ziegeleistraße 5 ⊙ | Klara Rauh           | 13. Sep. 2012 | Hier wohnte Klara Rauh geb. Sondermann Jg. 1879 deportiert 1942 Treblinka ermordet 26.9.1942                                                                                | Stolperstein Siegen Rauh Klara geb. Sondermann | geboren am 2. Juni 1879 in Siegen |